# Fehérhátú fecskeseregély
A fehérhátú fecskeseregély (Artamus monachus) a madarak (Aves) osztályának a verébalakúak (Passeriformes) rendjéhez, ezen belül a fecskeseregély-félék (Artamidae) családjához tartozó faj.

## Előfordulása
Indonézia területén honos. A természetes élőhelye szubtrópusi és trópusi erdők.

## Külső hivatkozások
- Képek az interneten a fajról
- Internet Bird Collection - videók a fajról